# Аталь, Юсеф
Юсе́ф Ата́ль (фр. Youcef Atal; родился 17 мая 1996) — алжирский футболист, правый крайний защитник клуба «Адана Демирспор» и сборной Алжира.

## Клубная карьера
Выступал за молодёжные составы алжирских клубов «Белуиздад», «Кабилия», «УСМ Алжир» и «Параду». В 2015 году был включён в основной состав «Параду». Сезон 2017/18 провёл в аренде в бельгийском клубе «Кортрейк». 
В июле 2018 года перешёл во французский клуб «Ницца». 10 ноября 2018 года забил свой первый гол за клуб в матче Лиги 1 против «Нима». Этот гол был единственным в матче и принёс «Ницце» победу. 26 января 2019 года забил свой второй гол в сезоне, вновь в ворота «Нима».

## Карьера в сборной
1 июня 2017 года Аталь был вызван в сборную Алжира на товарищеский матч против сборной Гвинеи, а также на отборочный матч Кубка африканских наций против сборной Того.
18 ноября 2018 года забил свой первый гол за сборную в матче отборочного турнира Кубка африканских наций против сборной Того.

## Достижения
«Параду»
- Чемпион Второй лиги Алжира: 2016/17

Сборная Алжира
- Обладатель Кубка африканских наций: 2019

## Личная жизнь
14 октября 2023 года, в разгар войны между Израиля и ХАМАС, Аталь разместил в социальных сетях видео палестинского проповедника Махмуда аль–Хасаната, просящего бога «послать еврейскому народу „черный день“». Впоследствии футболист удалил видео, так как получил в ответ шквал критических высказываний. В частности, мэр Ниццы Кристиана Эстрози заявил, что если Аталь «не осудит террористов ХАМАС, ему больше не место в футбольном клубе города». Впоследствии Аталь опубликовал пост в «Instagram», в котором извинился за публикацию видео, и заявил, что «осуждает все формы насилия». 18 октября после возвращения игрока из расположения сборной руководство клуба временно отстранила его от команды.
24 ноября 2023 года Аталь был задержан во Франции, а затем отпущен под залог 80 тысяч евро. Аталю, которому запрещено покидать территорию Франции по причинам, не связанными с играми, грозит до года тюрьмы и штраф в 45 тысяч евро за «разжигание расовой ненависти на почве религии». Поддержку Аталю выразили звёзды сборной Алжира Рияд Махрез и Софьян Фегули.